# سیارک ۲۳۷۲۷۶
سیارک ۲۳۷۲۷۶ (به انگلیسی: 237276 Nakama، نامگذاری:2008XD2)۲۳۷۲۷۶مین سیارک کشف شده‌است که در ۰۲ دسامبر ۲۰۰۸ کشف شد.